# Костирка (Новорайська селищна громада)
Кости́рка — село в Україні, у Високопільській селищній громаді Бериславського району Херсонської області. Населення становить 700 осіб. Було засноване в 1806 році як німецька колонія Клостердорф.

## Населення

### Мова
Розподіл населення за рідною мовою за даними перепису 2001 року:
| Мова       | Кількість | Відсоток |
| ---------- | --------- | -------- |
| українська | 635       | 90.71%   |
| російська  | 64        | 9.14%    |
| білоруська | 1         | 0.15%    |
| Усього     | 700       | 100%     |

## Відомі люди
У селі народилися:
- Джонні Готтселіг (1906—1986) — канадський хокеїст і хокейний тренер, уродженець Костирки (Клостердорфа).

Відомі жителі села:
- Дідик Орест Богданович (10 березня1946) — краєзнавець Бериславщини, історик, автор багатьох науково-історичних статей і праць, перший директор Костирської ЗОШ І-ІІІ ст.